# Scilla bifolia
Scilla bifolia es una planta herbácea de la familia de las asparagáceas nativa del centro meridional de Europa y de Asia occidental. Está presente en Italia donde crece en alturas de 100-2000 metros en lugares frescos y umbríos.

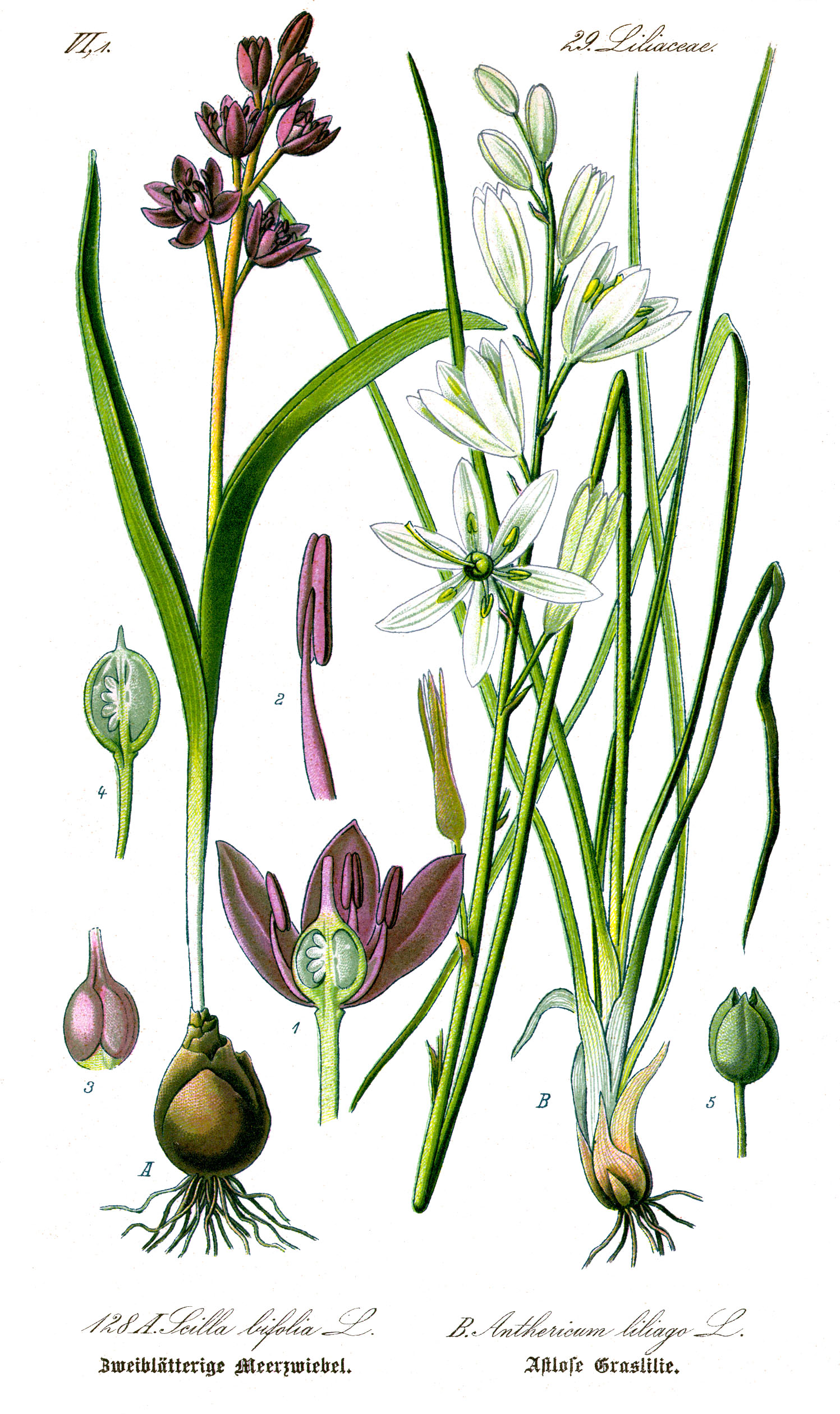
Ilustración

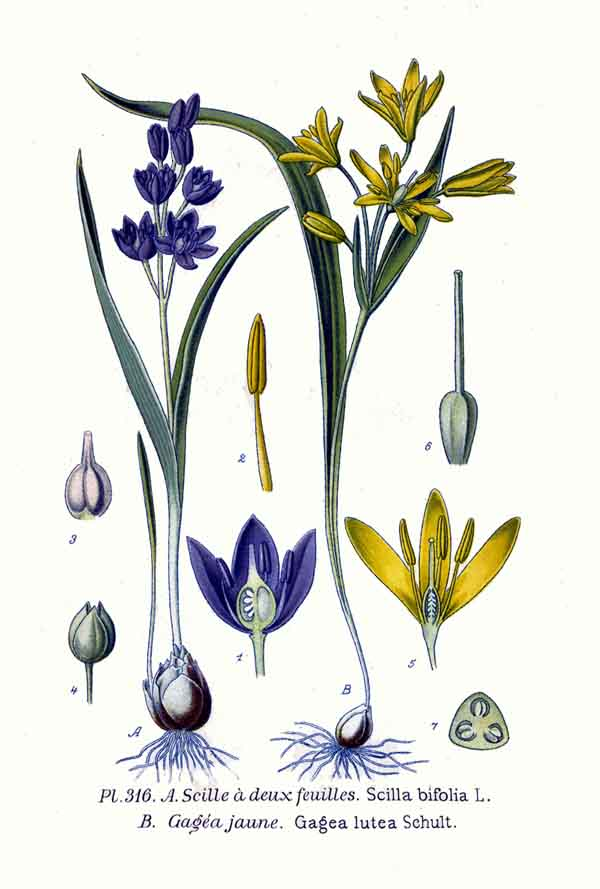
Ilustración

## Descripción
Es una planta herbácea perenne con un bulbo profundo y dos hojas verdes lanceoladas (de ahí le deriva el nombre "bifolia"). Tiene un tallo floral de 6-10 flores formando un racimo de color azul violeta o púrpura. Su fruto es una cápsula.

## Taxonomía
Scilla bifolia fue descrito por Carlos Linneo  y publicado en Species Plantarum 1: 309. 1753.
Sinonimia
- Scilla   xanthandra   K.Koch   [1847]
- Scilla voethorum Speta [1980]
- Scilla uluensis Speta [1976]
- Scilla silvatica Czetz [1872]
- Scilla secunda Janka [1856]
- Scilla resslii Speta [1977]
- Scilla pleiophylla Speta [1980]
- Scilla nivalis Boiss. [1844]
- Scilla minor K.Koch [1847]
- Scilla longistylosa Speta [1976]
- Scilla dubia K.Koch [1847]
- Scilla decidua Speta [1976]
- Scilla carnea Sweet [1830]
- Scilla alpina Schur [1852]
- Stellaris bifolia (L.) Moench
- Ornithogalum bifolium (L.) Neck. [1770]
- Hyacinthus bifolia (L.) E.H.L.Krause in Sturm [1906]
- Genlisa bifolia (L.) Raf. [1840]
- Anthericum bifolium (L.) Scop. [1771]
- Adenoscilla bifolia (L.) Gren.[2]
- Adenoscilla nivalis (Boiss.) J.Gay ex Baker
- Adenoscilla unifolia Texidor
- Hyacinthus bifolius (L.) E.H.L.Krause
- Rinopodium bifolia (L.) Salisb.
- Scilla buekkensis Speta
- Scilla cernua Janka
- Scilla chladnii Schur
- Scilla dedea Speta
- Scilla drunensis (Speta) Speta
- Scilla drunensis subsp. laxa (Schur) Valdés
- Scilla hohenackeri Janka
- Scilla kladnii Schur
- Scilla laxa Schur
- Scilla lusitanica L.
- Scilla montenegrina Speta
- Scilla pneumonanthe Speta
- Scilla praecox Willd.
- Scilla pruinosa Speta
- Scilla rosea Lehm.
- Scilla subnivalis (Halácsy) Speta
- Scilla subtriphylla Schur
- Scilla trifolia Schur
- Scilla vernalis Montandon
- Scilla vindobonensis Speta
- Stellaris bifolia (L.) Moench[3][4]